# Gare de Bakhmatch
La gare de Bakhmatch (ukrainien Бахмач-Київський, est une gare ferroviaire qui est située dans la ville de Bakhmatch, en Ukraine.

## Situation ferroviaire
Elle est exploitée par le réseau Pivdenno-Zakhidna zaliznytsia.

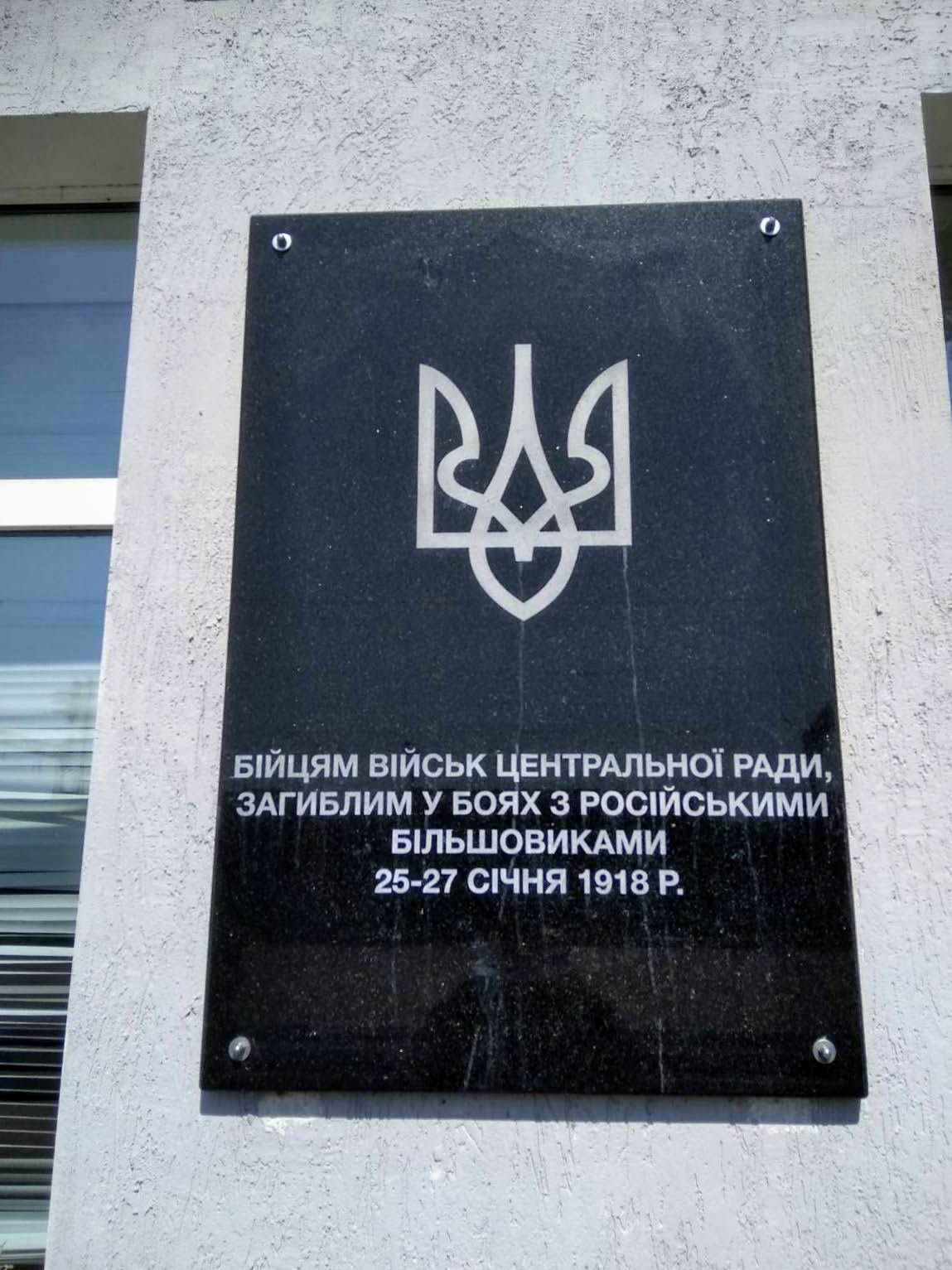
plaque en mémoire de la bataille de Bakhmatch
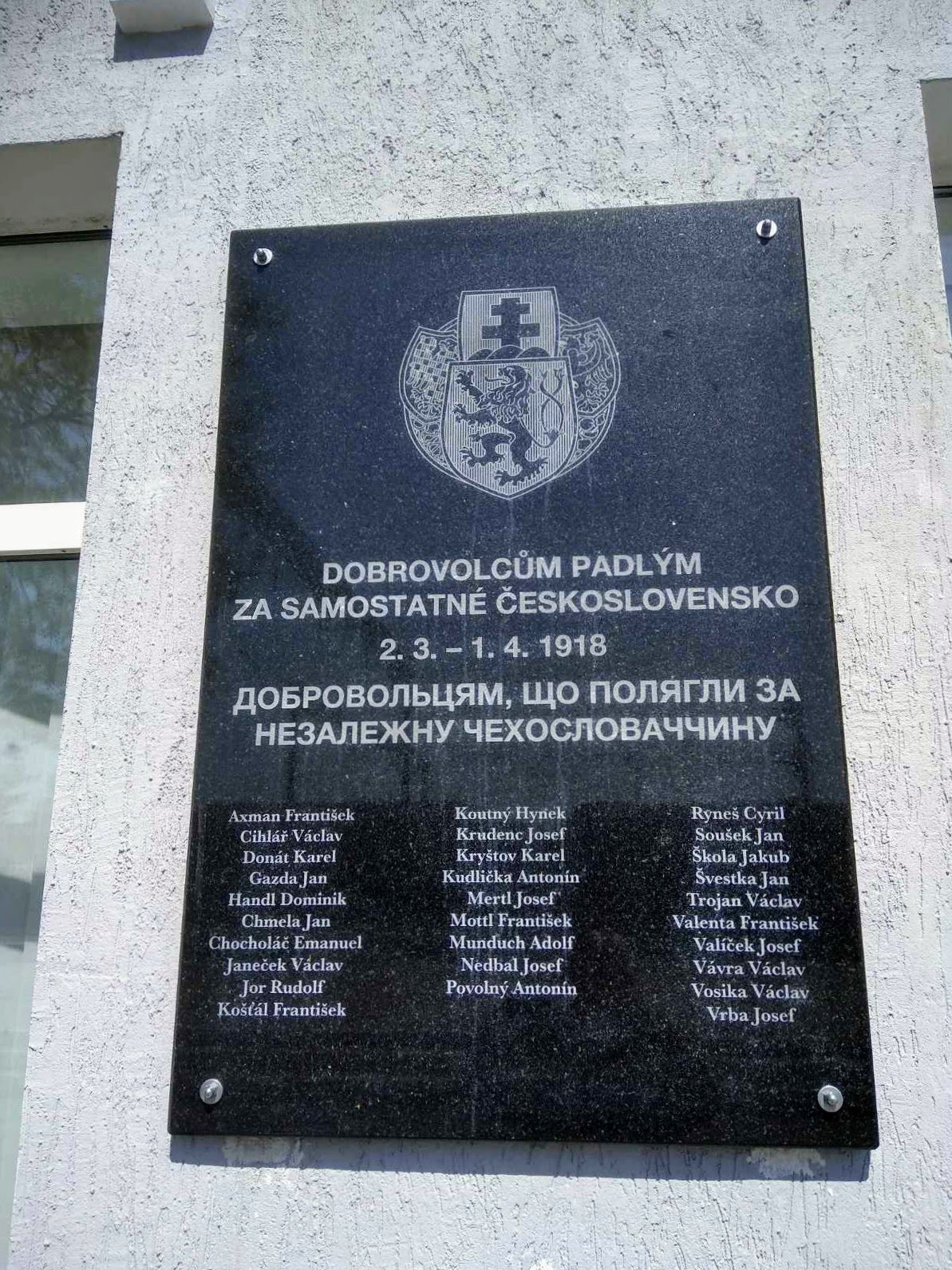
et des volontaires Tcheco-slovaque de janvier 1918.

## Histoire
La gare fut ouverte en 1868 sur la Ligne de chemin de fer Libau-Romny de la Russie impériale.